# Tuffi ai campionati europei di nuoto 2022 - Piattaforma 10 metri sincro misti
La competizione della piattaforma 10 metri sincro maschile ai campionati europei di nuoto di Roma 2022 si è svolta il 16 agosto 2022, presso il complesso natatorio del Foro Italico di Roma, in Italia.
La finale si è svolta alle ore 14:10.

## Risultati
| Class   | Nazione       | Tuffattori                                   | T1    | T2    | T3    | T4    | T5    | Totale |
| ------- | ------------- | -------------------------------------------- | ----- | ----- | ----- | ----- | ----- | ------ |
| Oro     | Gran Bretagna | Kyle Kothari Lois Toulson                    | 46.80 | 47.40 | 69.30 | 67.20 | 70.08 | 300.78 |
| Argento | Ucraina       | Sofija Ljskun Oleksij Sereda                 | 47.40 | 48.00 | 78.72 | 62.10 | 62.37 | 298.59 |
| Bronzo  | Italia        | Sarah Jodoin Di Maria Eduard Timbretti Gugiu | 43.20 | 41.40 | 68.40 | 69.12 | 68.16 | 290.28 |
| 4       | Germania      | Lou Massenberg Elena Wassen                  | 48.60 | 47.40 | 58.56 | 54.90 | 69.12 | 278.58 |
| 5       | Spagna        | Valeria Antolino Carlos Camacho              | 40.80 | 44.40 | 54.90 | 48.96 | 66.24 | 255.30 |
| 6       | Francia       | Jade Gillet Gary Hunt                        | 46.20 | 32.40 | 52.92 | 26.10 | 55.08 | 212.70 |